# Michelangelo Veraldi
Michelangelo Veraldi, o Verardi (Taverna, 29 settembre 1650 – Martirano, tra il 2 e il 30 novembre 1702), è stato un vescovo cattolico italiano.

## Biografia
Nato a Taverna, nella Sila Piccola, si laureò in teologia alla Sapienza di Roma nel 1677. Fu nominato vescovo di Martorano il 9 marzo 1693 dal  papa Innocenzo XII e consacrato il 15 marzo 1693 dal cardinal Carpegna.
Veraldi risiedette a Martirano alla guida di una piccola diocesi in cui erano presenti undici chiese parrocchiali di cui sei, localizzate "in montaneis locis" (in territori montani), erano aperte al culto solo in primavera-estate, nel periodo in cui quelle località erano popolate. Gran parte delle notizie sulla situazione economica e sociale di quel territorio provengono dalla Relazione ad limina apostolorum fatta dal vescovo alla Congregazione del Concilio nel 1699 che, raccolta in un volume assieme ad altre relazioni triennali, costituiscono una notevole fonte di informazione storica e sociale. Per esempio, la relazione del vescovo Veraldi contiene per la prima volta nella storia notizie su Decollatura. Michelangelo Veraldi fu amico e protettore di letterati. Antonio Bulifon (1649-1707) gli dedicò la seconda raccolta delle Lettere memorabili.

## Genealogia episcopale
La genealogia episcopale è:
- Cardinale Scipione Rebiba
- Cardinale Giulio Antonio Santori
- Cardinale Girolamo Bernerio, O.P.
- Arcivescovo Galeazzo Sanvitale
- Cardinale Ludovico Ludovisi
- Cardinale Luigi Caetani
- Cardinale Ulderico Carpegna
- Cardinale Paluzzo Paluzzi Altieri degli Albertoni
- Cardinale Gaspare Carpegna
- Vescovo Michelangelo Veraldi